# Tomasz Fornal
Tomasz Fornal (Cracovia, 31 agosto 1997) è un pallavolista polacco, schiacciatore dello Jastrzębski Węgiel.

## Palmarès

### Club
- Campionato polacco: 3

2020-21, 2022-23, 2023-24
- Coppa di Polonia: 1

2024-25
- Supercoppa polacca: 2

2021, 2022

### Nazionale (competizioni minori)
- Campionato europeo under 20 2014
- Campionato europeo under 19 2015
- Festival olimpico della gioventù europea 2015
- Campionato mondiale under 19 2015
- Campionato europeo under 20 2016
- Campionato mondiale under 21 2017
- Memorial Hubert Wagner 2018
- Memorial Hubert Wagner 2023

### Premi individuali
- 2021 - Supercoppa polacca: MVP
- 2023 - Polska Liga Siatkówki: MVP[11]
- 2024 - Polska Liga Siatkówki: Miglior schiacciatore[12]
- 2024 - Volleyball Nations League: Miglior schiacciatore[13]